# Safrol

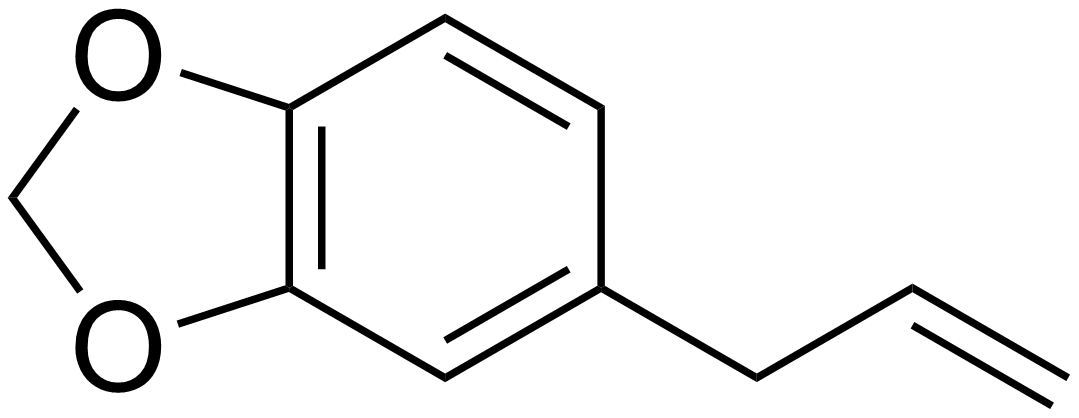
Strukturní vzorec safrolu

Safrol, též známý jako šikimol (systematický název 5-(2-propenyl)-1,3-benzodioxol) je organická sloučenina ze třídy fenylpropenů. Za běžných podmínek se jedná o bezbarvou nebo lehce nažloutlou olejovitou kapalinu. Většinou se extrahuje z kořenové kůry nebo z plodů rostlin rodu Sassafras (kašťa) ve formě kašťového oleje (byť běžně prodávaný kašťový olej bývá této látky zbaven; v USA je to nařízeno příkazem FDA z roku 1960) nebo se vyrábí synteticky z jiných podobných methylendioxidových sloučenin. Je důležitou složkou hnědého kafrového oleje, v malém množství se nachází v široké škále rostlin, kde působí jako přírodní pesticid. Hlavními přírodnímu zdroji safrolu jsou olej Ocotea cymbarum připravovaný z rostliny Ocotea pretiosa, rostoucí v Brazílii, a kašťový olej z kašti bělavé (Sassafras albidum), severoamerického stromu. Safrol má charakteristickou „vůni cukrárny“.
Safrol je prekurzorem v syntéze insekticidního synergisty piperonylbutoxidu a rekreační drogy MDMA („extáze“).

## Karcinogenita
Safrol je úřady USA považován za slabě karcinogenní pro potkany. V přírodě se vyskytuje v řadě koření, například skořici, muškátovém oříšku, černém pepři nebo bazalce. Zde je podezřelý, byť to není prokázáno, že může v malé míře přispívat k celkovému výskytu nádorů u lidí, srovnatelně s pomerančovou šťávou (obsahující limonen) a rajčaty (kyselina kávová). V USA se safrol dříve široce používal jako aditivum do kořenového piva, kašťového čaje nebo jiných běžných výrobků. Byl však zakázán FDA poté, co byla zjištěna jeho karcinogenita u potkanů. Nyní je zakázán také organizací International Fragrance Association pro použití v mýdlech a parfémech.
Studie metabolitů safrolu provedená v roce 1977 u potkanů i lidí našla v moči potkanů dvě karcinogenní látky, 1'-hydroxysafrol a 3'-hydroxyisosafrol. Tyto látky však nebyly nalezeny v moči lidí. Vzniká tedy otázka ohledně skutečné karcinogenity safrolu pro člověka.

## Výroba MDMA
Vzhledem ke své roli při výrobě MDMA jsou safrol, isosafrol a piperonal klasifikovány Nařízením Evropského parlamentu č. 273/2004 jako prekurzory Kategorie I. V USA je safrol na Seznamu I organizace DEA. Kořenová kůra amerických kaští obsahuje několik procent oleje extrahovatelného párou, který je složen obvykle ze 75  % safrolu. Pokusy získat safrol z tohoto zdroje však obecně nebývají úspěšné, protože výtěžnost je nízká a úsilí potřebné k získání užitečného množství materiálu je značné. Safrol je též uveden jako prekurzor v Tabulce I Úmluvy OSN proti nedovolenému obchodu s omamnými a psychotropními látkami.